# دنی لافریر
دنی لافریر (به فرانسوی: Dany Laferrière) (زاده ۱۳ آوریل ۱۹۵۳) یک نویسنده و خبرنگار کانادایی هائیتی‌تبار و فرانسوی زبان است.
دنی لافریر از اعضای فرهنگستان فرانسه است. سال 2015 که لافریر در آکادمی فرانسه پذیرفته شد، اولین بار بود که یک تبعۀ کانادا به این آکادمی چهارصد ساله وارد می‌شود.

## زندگی‌نامه
ویندسور کلبه لافریر، مشهور به دنی لافریر، زاده ۱۳ آوریل ۱۹۵۳ در پورت‌اوپرنس هاییتی، روزنامه‌نگار، داستان‌نویس و نمایشنامه‌نویس ساکن مونترال در کبک کانادا است. وی در ۱۲ دسامبر ۲۰۱۳ به‌عنوان عضو آکامی فرانسه انتخاب شد و در ۲۸ می ۲۰۱۵ به‌طور رسمی نشان آن را دریافت کرد. پس از ژولین گری، لافریر دومین فردی است که بدون اینکه ملیت فرانسوی داشته باشد، به‌عضویت این نهاد درآمده است.
چنان‌که در مقدمه مترجم کتاب معمای بازگشت آمده، دنی کودکی‌اش را در پتی گواو با مادربزرگش - یکی از شخصیت‌های درخشان اثر حاضر - گذراند. مادرش در سن چهارسالگی با ترس از رژیم فرانسوا دووالیه به دلایل سیاسی مرتبط با پدرش، وی را به کبک فرستاد. از یازده سالگی، در بازگشت به پورت‌اوپرنس، زندگی در کنار مادرش را از سر گرفت و تحصیلات راهنمایی را گذراند. سپس، نویسنده‌ فرهنگی در یک هفته‌نامه شد. در ۱۹۷۶، دوست روزنامه‌نگارش گاسنر ریموند که مانند او ۲۳ سال داشت، کشته شد. به‌دنبال این اتفاق، از ترس در «لیست بودن» به‌سرعت هاییتی را به مقصد مونترال ترک کرد و هیچ‌کس را به‌جز مادرش در جریان نگذاشت. در ۱۹۷۹ به‌مدت شش ماه به پورت‌اوپرنس برگشت و با مارگارت بروت آشنا شد که از او سه دختر دارد. در بازگشت به مونترال در ژوئن ۱۹۷۶، در خیابان سنت‌دنیز ساکن شد و تا ۱۹۸۵ در کارخانه‌ها کار می‌کرد؛ همین موقع بود که نخستین رمانش را با نام چگونه بدون خسته شدن با یک سیاه‌پوست عشق‌بازی کنیم منتشر کرد. رمانی که موفقیت بسیار را برای او - به‌خصوص در کشورهای انگلیسی‌زبان - به همراه داشت، تا جایی که نویسنده را با بوکوفسکی مقایسه کردند. لافریر از سال ۱۹۹۰ با خانواده‌اش در میامی فلوریدا ساکن شد، اما از ۲۰۰۲ در مونترال زندگی می‌کند.

## کتابشناسی
لافریر تاکنون آثار فراوانی منتشر کرده‌است که از این قرارند:  
- چگونه بدون خسته شدن با یک سیاه‌پوست عشق‌بازی کنیم، 1985؛
- بوی قهوه، 1991؛
- ذائقه‌ی دختران جوان، 1992؛
- این نارنجک در دست جوان سیاه‌پوست اسلحه است یا میوه؟، 1993؛
- روایت انحراف دلنشین، 1994؛
- کشور بدون کلاه، 1996؛
- پوست رئیس، 1997؛
- جذابیت بعدازظهر‌های بی‌پایان، 1997؛
- آواز پرندگان دیوانه، 2000؛
- خسته‌ام، 2000؛
- آن‌گونه می‌نویسم که زندگی می‌کنم: گفت‌وگو با برنارد مانیه، 2000؛
- چگونه آمریکا را در یک شب فتح کنیم، 2004؛
- سال‌های 80 در فورد قدیمی‌ام، 2005؛
- من دیوانه‌ی واوا هستم، 2006؛
- به‌سمت جنوب، 2006؛
- من نویسنده‌ای ژاپنی هستم، 2008؛
- جشن مردگان، 2009؛
- معمای بازگشت، 2009؛
- هنر زندگی کردن با زمان فاجعه، 2010؛
- همه‌چیز در اطرافم می‌جنبد، 2010؛
- هنر تقریباً گمشده‌ی هیچ کاری نکردن (مجموعه جستارها)، 2011؛
- روزمرگی یک نویسنده‌ی پیژامه‌پوش، 2013؛
- بوسه‌ی ارغوانی واوا، 2014؛
- تمام آنچه به تو نخواهیم گفت مونگو، 2015؛
- اسطوره‌های آمریکایی، 2016؛
- چهره‌ای از پاریس با گربه، 2018.

## فیلم‌های اقتباس شده از کتاب‌ها
- چگونه با یک سیاه‌پوست بدون خسته شدن عشق‌بازی کنیم، 1989، به کارگردانی ژاک بنووا؛
- چگونه آمریکا را در یک شب فتح کنیم؟، 2004، به کارگردانی دنی لافریر؛
- ذائقه‌ی دختران جوان، 2004، به کارگردانی جان لکویه؛
- به‌سمت جنوب، 2005، به کارگردانی لوران کانته، شارلوت رامپلینگ.

## جایزه‌ها
- جایزه‌ی کاربت کارائیب برای بوی قهوه، 1991؛
- جایزه‌ی ادگار لسپرانس برای ذائقه‌ی دختران جوان، 1993؛
- جایزه‌ی آر اف او برای این انار در دست جوان سیاه‌پوست اسلحه است یا میوه؟، 2002؛
- جایزه‌ی در دسته‌بندی ادبیات جوان زبان فرانسه برای من دیوانه‌ی واوا هستم، 2006؛
- جایزه‌ی مدیسی برای معمای بازگشت، 2009؛

- جایزه‌ی بزرگ کتاب مونترال برای معمای بازگشت، 2009؛
- بهترین رمان فرانسوی‌زبان در دسته‌بندی بهترین کتاب‌های مجله‌‌ی خواندن برای معمای بازگشت، 2009؛
- جایزه‌ی کتابخانه‌ی کبک برای معمای بازگشت، 2009؛
- انتخاب برای جایزه‌ی ادبیات دبیرستانی‌ها برای معمای بازگشت، 2010؛
- شخصیت سال 2009 مطبوعات/رادیو کانادا، 2010؛
- جایزه‌ی بزرگ ادبی بین‌المللی متروپولیس بلو، 2010؛
- جایزه‌ی بین‌المللی ادبیات توسط خانه‌ی فرهنگ دنیای برلین برای معمای بازگشت، 2014؛
- جایزه‌ی بزرگ لودگر دوورنی، 2015.

معمای بازگشت که با الهام از رمان دفترچه یادداشت بازگشت به زادگاه اثر امه سزر - روشنفکر، شاعر و سیاست‌مدار سیاه‌پوست فرانسوی‌زبان اهل کارائیب - نوشته شده، به روایتی از زندگی روشنفکران تبعیدی در دوران حاکمیت دیکتاتوری در هاییتی می‌پردازد. این رمان جوایز بسیاری از آن خود کرده است: جایزه مدیسی، ۲۰۰۹؛ جایزه‌ بزرگ کتاب مونترال، ۲۰۱۰؛ نامزد جایزه‌ ادبی دبیرستانی‌ها، ۲۰۱۰؛ بهترین رمان سال در رده‌بندی بهترین کتاب‌های سال مجله‌ کتاب، ۲۰۰۹؛ بهترین رمان فرانسه‌زبان در دسته‌بندی بهترین کتاب‌های مجله خواندن، ۲۰۰۹؛ جایزه کتابخانه‌ کبک، ۲۰۰۹؛ و جایزه‌ بین‌المللی ادبیات توسط خانه‌ فرهنگ دنیا برلین، ۲۰۱۴.
آثار دیگری از لافریر از جمله دو کتاب بوی قهوه و بچه ‌های تند و تیز برای کودکان در زبان فارسی معرفی شده اما تاکنون ترجمه نشده اند.